# Cambounès
Cambounès es una comuna francesa situada en el departamento de Tarn, en la región de Occitania.

## Demografía
| 467 | 421 | 370 | 355 | 366 | 352 | 336 |
| Para los censos de 1962 a 1999 la población legal corresponde a la población sin duplicidades (Fuente: INSEE [Consultar]) |     |     |     |     |     |     |